# Умберто Дзанотті Б'янко
Умберто Дзанотті Б'янко (італ. Umberto Zanotti Bianco; 22 січня 1889, Ханья — 28 серпня 1963, Рим) — італійський громадський та політичний діяч, філантроп, сенатор (1952).

## Біографія
Народився на острові Крит (нині Греція). В питаннях державного будівництва дотримувався доктрини національного усамостійнення Джузеппе Мадзіні. З цією метою під час Першої світової війни започаткував серію книжкових видань під назвою «Giovine Europa» («Молода Європа») та журнал «La voce dei Popoli» («Голос народів»), де розглядав становище бездержавних народів, приділяючи увагу й українському питанню. На початку 1920-х рр. був серед ініціаторів й організаторів міжнародної акції порятунку від голоду населення російського Поволжя, українського Півдня та Криму (див. Голод 1921—1923 років в УСРР). 1922 року на власні кошти зібрав продовольство, з яким вирушив до уражених лихом регіонів, де займався влаштуванням кухонь для роздачі їжі, дитячих притулків, санітарних пунктів. Дізнавшись по прибутті в Україну про катастрофічну ситуацію з харчуванням, залучив фонди італійських організацій — Комітету допомоги російським дітям, Товариства Червоного Хреста, Асоціації сприяння Півдню Італії, засновником і керівником якої він був. У ході поїздки був координатором дій щодо рееміграції італійських поселенців із Бердянська, Керчі та ін. охоплених голодом міст. 
Матеріально підтримував діячів науки і культури Одеси, Харкова та інших міст, які (особи) постраждали від Жовтневого перевороту в Петрограді 1917 року та громадянської війни 1918–21 років. Підтримавши ідею Ф.Нансена про потребу економічного відродження голодуючих районів, заснував 1923 біля Балаклави с.-г. колонію, куди з Італії надійшли землеобробна техніка, посівний матеріал, обладнання для жител. Під час своєї місії Д.-Б. вів щоденник (1977 опублікований у Римі), який є одним із незаангажованих джерел з вивчення економічного та політичного становища УСРР в період голоду 1921–23 років. Щоденник містить статистичні матеріали, записи бесід автора з радянськими функціонерами, особисті спостереження подій, тексти ділових документів.